# Nicola Nanni
Nicola Nanni (* 2. Mai 2000 in San Marino) ist ein san-marinesischer Fußballspieler auf der Position eines Stürmers. Er ist aktuell für Olbia Calcio in Italien und die san-marinesische Fußballnationalmannschaft aktiv.

## Karriere

### Im Verein
Nanni begann seine Karriere in der Jugend von San Marino Calcio. 2016 wechselte er in die Jugend des AC Cesena und gab sein Debüt am 4. September 2016 im Spiel gegen Hellas Verona. Er bestritt für den Verein, in der U17 und U19, insgesamt 44 Spiele, in denen ihm 11 Tore gelangen. 2018 schloss er sich der Jugend des FC Crotone an, für die er 10 Spiele absolvierte.
Sein Profidebüt gab Nanni am 5. August 2018 in der Coppa Italia gegen den Drittligisten AS Giana Erminio, wo er in der 74. Minute für Stürmer Simeon Nwankwo eingewechselt wurde. Nach lediglich 2 Spielen im Pokal wurde er in der Folgesaison an den SS Monopoli in die drittklassige Serie C verliehen, wo er jedoch nur wenige Spiele absolvierte. Nach seiner Rückerkehr wurde Nanni an den FC Cesena verliehen wo er nicht über die Rolle des Einwechselspielers hinaus kam. Im August 2021 wurde er an Lucchese verliehen. Hier bestritt er 31 Ligaspiele und gehörte der Stammelf des Vereins an. Nach dem Ende der Leihe kehrte er nach Crotone zurück, verließ den Verein aber im Juli 2022 und schloss sich dem Drittligisten Olbia Calcio an.

### Nationalmannschaft
Nanni durchlief alle Jugendabteilungen des san-marinesischen Verbandes und gab sein Debüt für die A-Nationalmannschaft am 15. September 2018 im Rahmen der im UEFA Nations League gegen die Auswahl der Republik Moldau. Er nahm an Qualifikationsspielen zur Fußball-Weltmeisterschaft 2022 und der Europameisterschaft 2020 teil, konnte jedoch bisher keine nennenswerten Erfolge erzielen. Zudem war Nanni Teilnehmer an der UEFA Nations League (2018/19, 2020/21) und steht auch in der aktuellen Austragung 2022/23 im Kader der san-marinesischen Fußballnationalmannschaft. Seinen bisher letzten Einsatz im Trikot der Nationalelf absolvierte er am 16. Juni 2023 gegen die Mannschaft aus Kasachstan. Das bisher einzige Tor seiner Nationalmannschaftskarriere erzielte er am 5. September 2021 im WM-Qualifikationsspiel gegen Polen, als er in der 48. Minute zum zwischenzeitlichen 1:4 für San Marino traf.